# 西姆拉县
西姆拉县是印度喜马偕尔邦所辖的一个县。县境处在东经77°00' 与 78°19'之间，北纬30°45' 与 31°44'之间，行政中心位于西姆拉。主要经济以农业为主。

## 地理
该县的海拔从300米到6000米之间。 地貌崎岖不平。

## 历史
西姆拉县成立于1972年。